# Sweetheart Video
Sweetheart Video — канадская порнографическая киностудия, базирующаяся в Монреале, Квебек.

## История
Студия была основана Джонатаном Блиттом и порноактрисой Никой Ноэлл в 2008 году и специализируется на фильмах лесбийской тематики. Первоначально сценаристом и режиссёром всех фильмов была Ноэлл, но она покинула студию в 2011 году. Сценариями и режиссурой последующих фильмов вначале занимались другие люди из индустрии для взрослых, в том числе Мелисса Моне, Дана Весполи и Джеймс Авалон. Сейчас сценариями и режиссурой всех фильмов занимается Весполи.

## Премии и номинации

### AVN Awards
| Год  | Категория                             | Работа                                           | Результат |
| ---- | ------------------------------------- | ------------------------------------------------ | --------- |
| 2010 | Best All-Girl Release                 | Girls Kissing Girls 3                            | Номинация |
| 2010 | Best All-Girl Series                  | Lesbian Adventures                               | Номинация |
| 2011 | Best All-Girl Series                  | Girls Kissing Girls                              | Номинация |
| 2011 | Best All-Girl Series                  | Lesbian Adventures                               | Номинация |
| 2011 | Best Educational Release              | Nina Loves Girls 2                               | Номинация |
| 2011 | Best MILF Series                      | Mother Lovers Society                            | Номинация |
| 2011 | Best Older Woman/Younger Girl Release | Legends and Starlets 2                           | Номинация |
| 2012 | Best All-Girl Series                  | Girls Kissing Girls                              | Номинация |
| 2013 | Best All-Girl Series                  | Lesbian Adventures                               | Номинация |
| 2013 | Best All-Girl Series                  | Lesbian Babysitters                              | Номинация |
| 2013 | Best Ethnic Release — Black           | Lesbian Beauties 7: All Black Beauties           | Номинация |
| 2014 | Best All-Girl Release                 | Shades of Pink                                   | Номинация |
| 2014 | Best All-Girl Series                  | Girls Kissing Girls                              | Номинация |
| 2014 | Best All-Girl Series                  | Lesbian Adventures                               | Номинация |
| 2014 | Best Ethnic Release — Asian           | Lesbian Beauties 9: Asian Beauties               | Номинация |
| 2014 | Best Ethnic Release — Latin           | Lesbian Beauties 10: Latinas                     | Номинация |
| 2014 | Best Older Woman/Younger Girl Release | Lesbian Adventures: Older Women, Younger Girls 3 | Номинация |
| 2014 | Best Older Woman/Younger Girl Release | Lesbian Hitchhiker 5                             | Номинация |
| 2015 | Best All-Girl Release                 | Lesbian Beauties 11: All Black Beauties          | Номинация |
| 2015 | Best All-Girl Release                 | Lexi Belle Loves Girls                           | Номинация |
| 2015 | Best All-Girl Series                  | Girls Kissing Girls                              | Победа    |
| 2015 | Best All-Girl Series                  | Lesbian Beauties                                 | Номинация |
| 2015 | Best Older Woman/Younger Girl Release | Lesbian Adventures: Older Women, Younger Girls 5 | Номинация |

### Feminist Porn Awards
| Год  | Категория | Работа                                     | Результат |
| ---- | --------- | ------------------------------------------ | --------- |
| 2010 | н/д       | Lesbian Adventures: Victorian Love Letters | Номинация |
| 2010 | н/д       | Lesbian Hitchhiker                         | Номинация |
| 2011 | н/д       | Lesbian Deception                          | Номинация |
| 2011 | н/д       | Lesbian Truth or Dare 4                    | Номинация |

## Основные сериалы
Студия выпустила много сериалов, в данный список вошли те, у которых вышло много сиквелов:
- Lesbian Adventures
- Girls Kissing Girls
- Lesbian Babysitters
- Lesbian Beauties
- Mother Lovers Society
- Lesbian Office Seductions
- Lesbian Truth or Dare

### Актрисы
- Алия Лав
- Абелла Дейнджер
- Адриана Чечик
- Айден Эшли
- Эйден Старр
- Аидра Фокс
- Алексис Тексас
- Элли Хейз
- Алисза Рис
- Амарна Миллер
- Ана Фокс
- Энди Сан Димас
- Анджела Уайт
- Анника Элбрайт
- Энн Мари Риос
- Энни Круз
- Эйприл Флорес
- Эйприл О’Нил
- Ariel X
- Аса Акира
- Эш Голливуд
- Эшли Орион
- Обри Аддамс
- Огаст Эймс
- Ава Аддамс
- Эви Скотт
- Бобби Старр
- Бонни Роттен
- Брэнди Лав
- Бри Дэниелс
- Бретт Росси
- Бруклин Ли
- Картер Круз
- Селеста Стар
- Шанель Престон
- Чарли Чейз
- Шарлотта Стокли
- Частити Линн
- Чери Девилль
- Дана Весполи
- Дэни Дэниелс
- Дани Дженсен
- Дарла Крейн
- Дома
- Деби Даймонд
- Диллион Харпер
- Элексис Монро
- Эльза Джин
- Джорджиа Джонс
- Джинджер Линн
- Грейси Глэм
- Холли Уэллин
- Инари Вэш
- Индия Саммер
- Айсис Тейлор
- Джада Файер
- Джада Стивенс
- Жасмин Джей
- Джейден Коул
- Елена Йенсен
- Дженнифер Уайт
- Джесса Роудс
- Джессика Бангкок
- Джесси Эндрюс
- Джис Ли
- Джулия Энн
- Карли Монтана
- Кайден Кросс
- Кендра Ласт
- Кимберли Кейн
- Кирстен Прайс
- Кристина Роуз
- Кайли Айрлэнд
- Лана Лопез
- Леа Лексис
- Лекси Белл
- Лили Картер
- Лондон Киз
- Мэдисон Янг
- Магдалена Сент-Майклс
- Марика Хейз
- Мелисса Моне
- Мелисса Мур
- Миа Малкова
- Миа Пресли
- Мишел Лей
- Мика Тэн
- Мисти Рэйн
- Мисти Стоун
- Мона Уэйлс
- Наташа Найс
- Ника Ноэлл
- Никки Хантер
- Нина Хартли
- Наоми Банкс
- Пенни Пакс
- Феникс Мари
- Пресли Харт
- Пума Свид
- Рэйлин
- Рэйвинесс
- Реми Лакруа
- Райли Рид
- Райан Кили
- Саманта Райан
- Сара Лав
- Сара Шевон
- Сара Ванделла
- Сатине Феникс
- Шейла Лаво
- Шайла Дженнингс
- Синн Сэйдж
- Скин Даймонд
- Стелла Кокс
- Стефани Свифт
- Сайрен де Мер
- Таннер Мэйс
- Таня Тейт
- Тара Линн Фокс
- Тейлор Виксен
- Тери Вайгель
- Тринити Пост
- Валентина Наппи
- Вероника Авлав
- Вики Чейз
- Уитни Вестгейт
- Зои Бриттон
- Зои Восс
- Зои Холлоуэй